# Jin Mao Tower

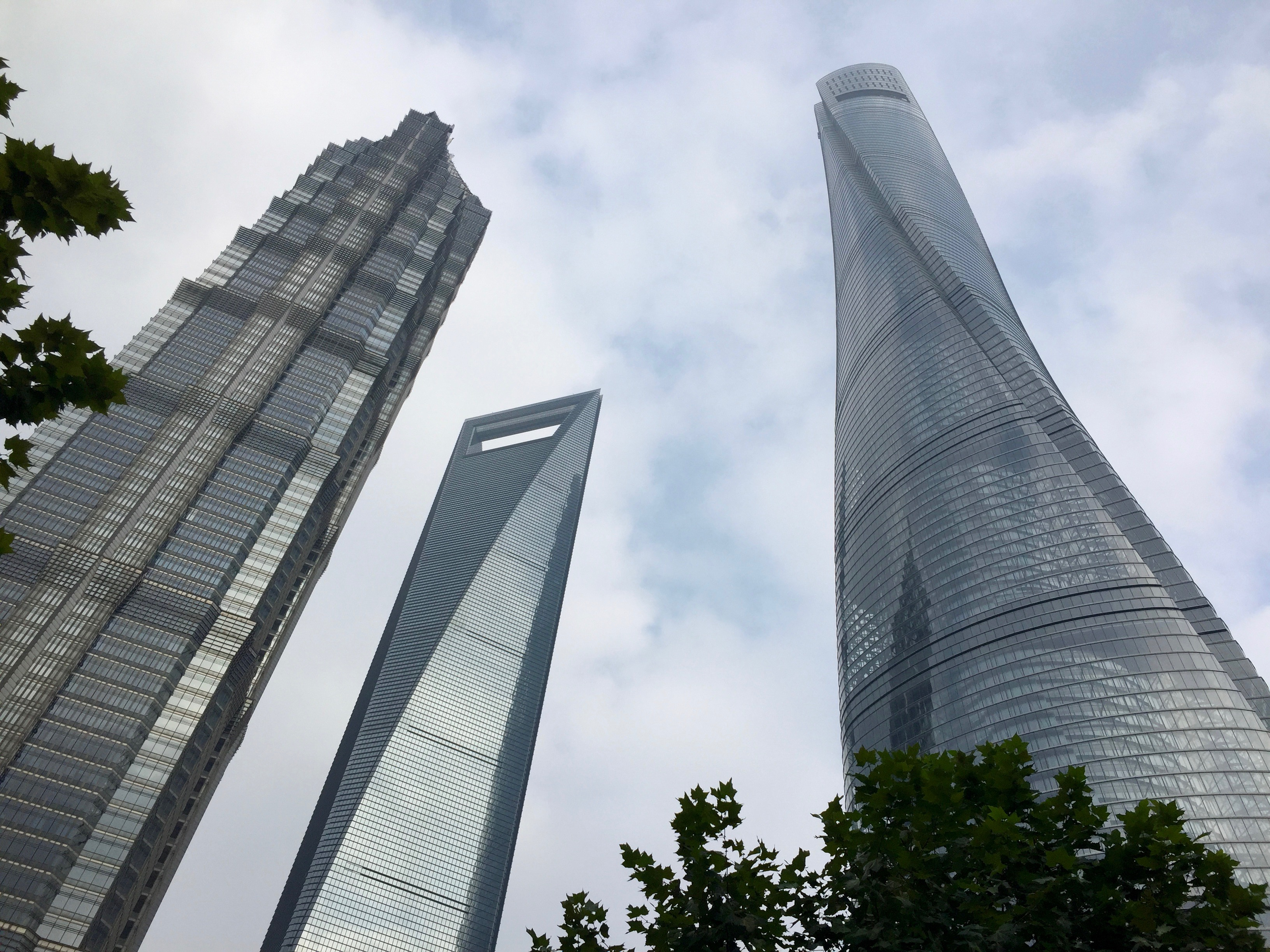
Jin Mao Tower tillsammans med Shanghai Tower och Shanghai World Financial Center (2016)

Jin Mao Tower (金茂大厦; Jīnmào Dàshà) är en skyskrapa i stadsdelen Pudong i Shanghai i Kina. Jin Mao Tower har en officiell höjd av 421 m och är (januari 2018) världens 20:e högsta skyskrapa, och Kinas nionde.
Jin Mao Tower färdigställdes 1999 och har totalt 93 våningar. Våning 3–50 är kontorsyta och våning 53–87 upptas av hotellet Grand Hyatt. Våning 88 har ett observationsdäck och våning 89–93 är mekaniska våningar.

## Höjdranking (januari 2018)[2]
nr. 20 högst i världen

nr. 13 högst i Asien

nr. 9 högst i Kina

nr. 3 högst i Shanghai